# Nationalmuseum Breslau

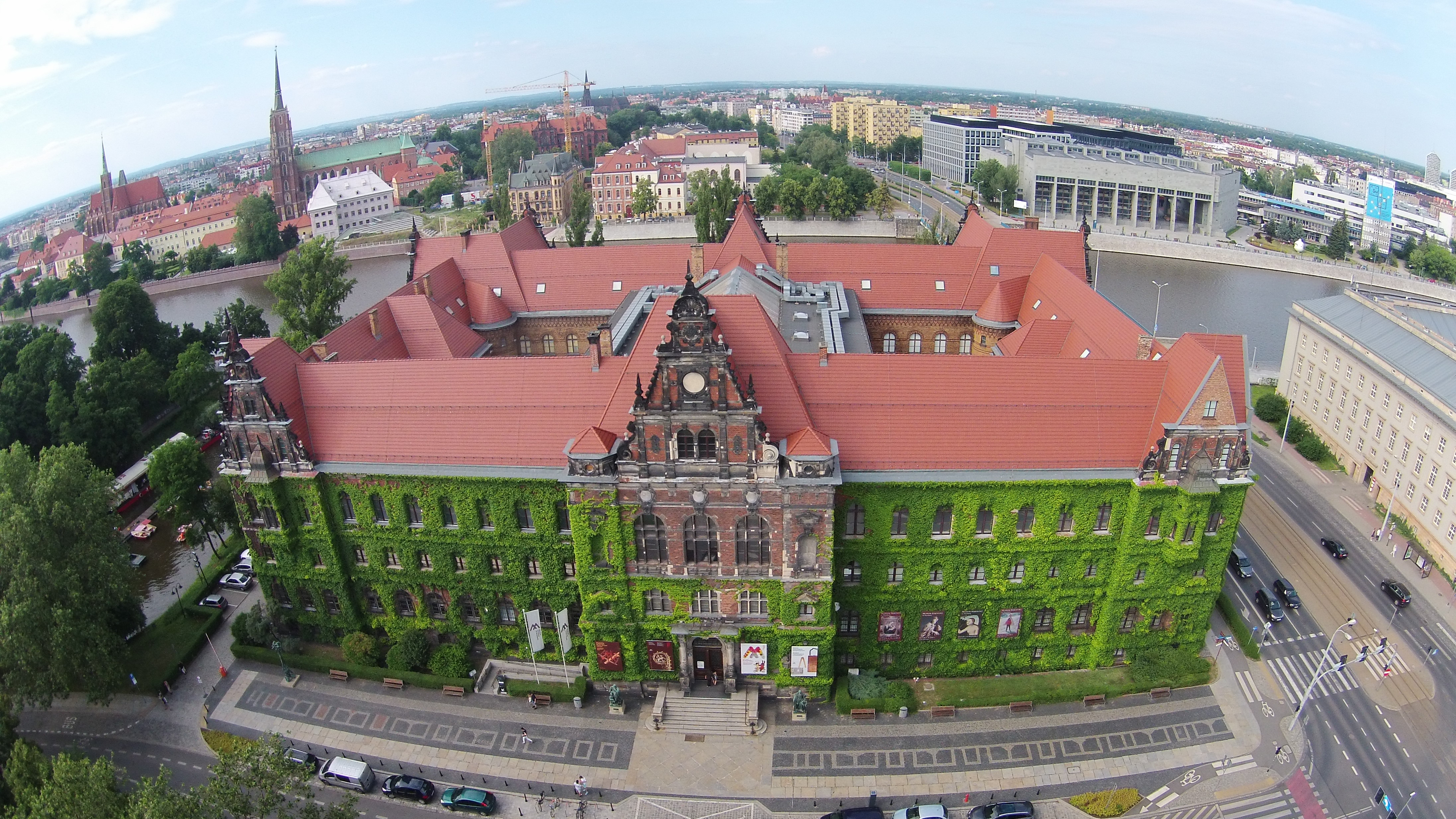
Das Nationalmuseum Breslau im Stil der Neorenaissance, vormals Königliches Regierungsgebäude

Das Nationalmuseum Breslau (polnisch Muzeum Narodowe we Wrocławiu) ist ein Museum für bildende Künste in der polnischen Stadt Breslau (polnisch: Wrocław). Es ging aus deutschen Museumsgründungen des 19. Jahrhunderts und aus polnischen Sammlungsbeständen in Lemberg hervor und zeigt als Schwerpunkt Kunst aus Schlesien und Polen. Die Sammlung umfasst etwa 120.000 Objekte vom Mittelalter bis zur Gegenwart, darunter Gemälde, Zeichnungen, Druckgrafik, Skulpturen, Kunsthandwerk und Fotografien. Die Abteilung mit Arbeiten polnischer Künstler des 20. Jahrhunderts gehört zu den bedeutendsten ihrer Art.

## Geschichte

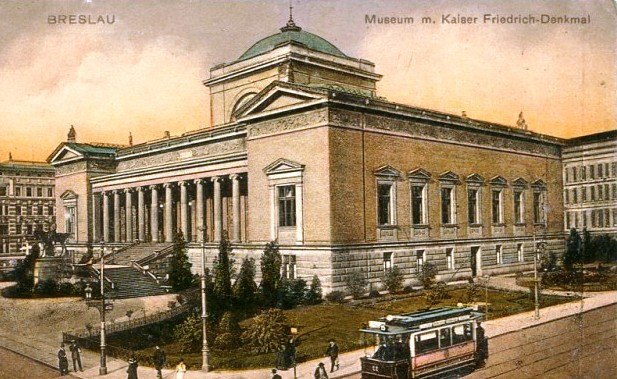
Das ehemalige Gebäude des Schlesischen Museums der Bildenden Künste

### Deutsche Museen bis 1945
Mit der Gründung des Königlichen Museums für Kunst und Altertümer begann 1815 die lange Tradition der Kunstmuseen in Breslau. In den Räumen des ehemaligen Augustinerklosters (heute Universitätsbibliothek Breslau) auf der Sandinsel zeigte das Museum zunächst Kunstwerke, die durch die Säkularisation aus Kirchen und Klöstern in den Besitz des Staates gelangt waren. Aus diesem Museum ging 1880 das Schlesische Museum der Bildenden Künste hervor, das in einen von Otto Rathey entworfenen Neubau im Stil des Spätklassizismus zog. Das Schlesische Museum für Kunstgewerbe und Altertümer bezog 1899 eigene Räume im ehemaligen Ständehaus. Beide Museen bestanden bis 1945 und erlitten während des Zweiten Weltkrieges schwere Schäden an den Gebäuden, die heute beide nicht mehr existieren. Ein Großteil der Sammlungen beider Museen fiel ebenfalls Kriegseinwirkungen oder Plünderungen nach dem Krieg zum Opfer.

### Von der Nachkriegszeit zum Polnischen Nationalmuseum

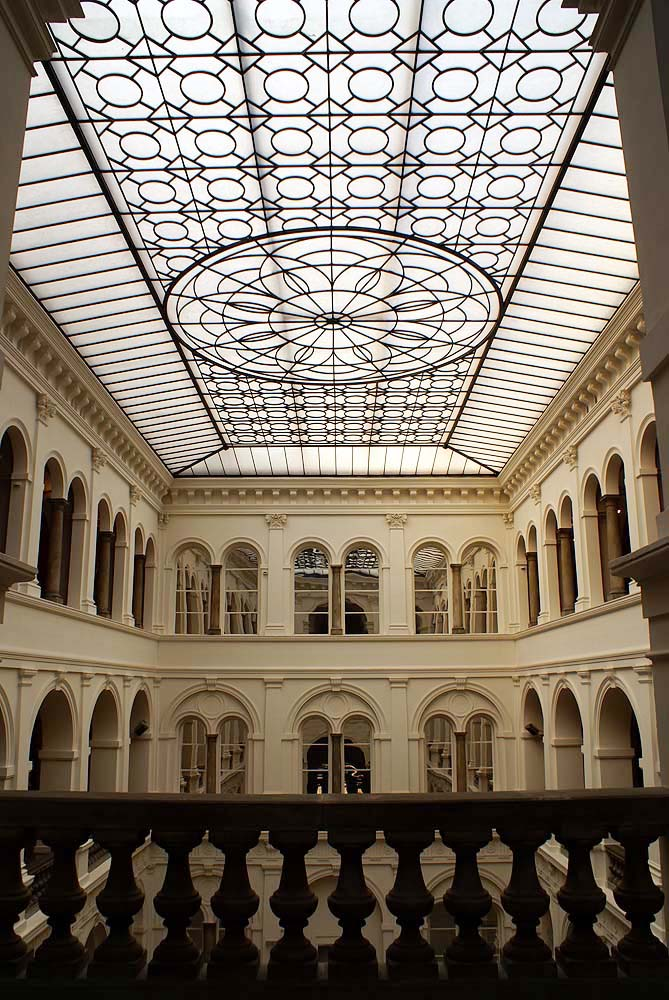
Forum im Nationalmuseum

Bereits 1947 beschlossen die nunmehr polnischen Behörden der Stadt die Neugründung eines Kunstmuseums. Als Heimstätte hierfür wählten sie das vergleichsweise wenig beschädigte ehemalige Königliche Regierungsgebäude, das zwischen 1883 und 1886 unter der Leitung von Karl Friedrich Endell (1843–1891) im Stil der niederländischen Neorenaissance entstanden war. Am 11. Juli 1948 öffnete das zentrale Kunstmuseum für die Region Schlesien (die heutigen Woiwodschaften Oppeln und Niederschlesien) für das Publikum. Von den geretteten Beständen der vormals deutschen Museen kam nur ein Teil in das neue Museum, da andere Kunstwerke auf Kunstmuseen in Warschau, Krakau und Posen verteilt wurden. Stattdessen gelangten Bestände aus den Sammlungen der vormals polnischen Stadt Lemberg in das Breslauer Museum. Da die polnische Bevölkerung Lembergs infolge der Westverschiebung Polens überwiegend in Breslau angesiedelt wurde, sollten die von den ukrainischen Behörden transferierten Museumssammlungen den Bewohnern in ihrer neuen Heimat bei der Identitätsfindung dienen.
Das Museum hat seit dem 21. November 1970 den Status eines Muzeum Narodowe. In seinen Sammlungen befinden sich über 120.000 Objekte von der mittelalterlichen Steinplastik bis zur Fotografie. Das Museum zeigt überwiegend Werke polnischer Künstler, wobei ein Schwerpunkt bei Künstlern aus Schlesien liegt. Darüber hinaus verfügt es aber auch über einen Bestand an Arbeiten ausländischer Künstler. Zum Museum gehören die beiden Zweigstellen Panorama von Racławice und Ethnographisches Museum Breslau sowie der Vier-Kuppel-Pavillon.

## Die Sammlung

### Kunst aus Schlesien und Polen
Das Museum besitzt eine der umfangreichsten Sammlungen zur Kunst des Mittelalters in Polen. Die ältesten Objekte in der Sammlung des Museums stammen aus schlesischen Kirchen. Beispiele hierfür sind ein romanisches Tympanon aus dem 12. Jahrhundert, die Grabplatte eines schlesischen Prinzen der Piasten-Dynastie sowie der Sarkophag von Heinrich IV. (Schlesien) aus der Heiligkreuzkirche in Breslau. Hinzu kommen verschiedene Altarretabel aus Breslauer Kirchen, Goldschmiedearbeiten wie Reliquiare, aber auch Zunftgegenstände aus Zinn.
Zu den frühesten Gemälden in der Museumssammlung gehört die aus dem 14. Jahrhundert stammende Heilige Anna mit der Jungfrau und dem Kind aus Strzegom (Striegau). Von dem in Böhmen tätigen Bartholomäus Spranger ist eine Taufe Christi zu sehen. Weiterhin zeigt das Museum zahlreiche Werke des in Schlesien tätigen Barockmalers Michael Willmann und eine Reihe von Porträts des polnischen Barocks (17.–18. Jahrhundert). Ergänzt wird diese Abteilung durch Barockskulpturen von Georg Schrötter, Matthias Steinl, Michael Klahr dem Älteren und Franz Joseph Mangoldt sowie Tapisserien und eine Münzsammlung. Ebenfalls aus dieser Zeit finden sich Keramiken und Glaswaren aus schlesischen Manufakturen im Museum.
Von dem am Hof von König Stanislaus II. August Poniatowski tätigen Künstlern besitzt das Museum Arbeiten von Marcello Bacciarelli, Johann Baptist von Lampi, Jan Rustem und Kazimierz Wojniakowski. Eines der bekanntesten Werke des Museums ist das monumentale Gemälde Der Einzug des polnischen Gesandten Graf Jerzy Ossolinski 1633 in Rom von Bernardo Bellotto. Zu dieser Gruppe gehört auch der auf Historienmalerei spezialisierte Künstler Franciszek Smuglewicz. Ein weiterer Historienmaler in der Sammlung ist Rafał Hadziewicz. Biedermeierporträts der Lemberger Schule sind von Künstlern wie Jan Maszkowski, Alojzy Reichan, Karol Schweikart zu sehen. Hinzu kommen Bilder der Romantik von Piotr Michałowski und Jan Nepomucen Głowacki.

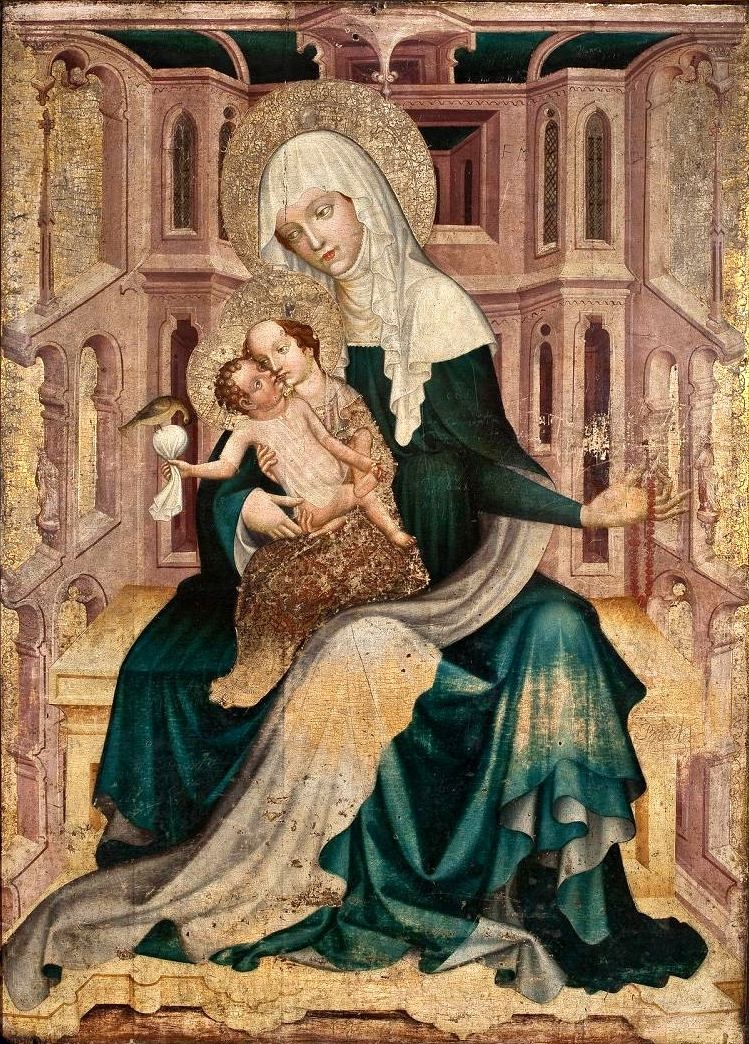
Unbekannter Künstler des 14. Jahrhunderts: Heilige Anna aus Strzegom (Striegau)
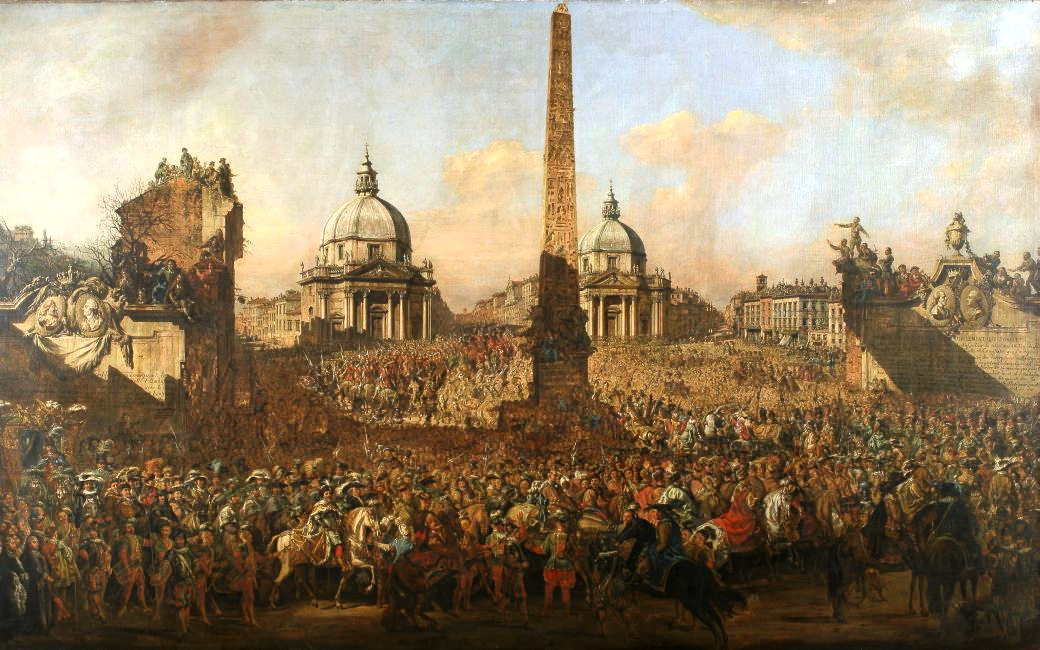
Bernardo Bellotto, genannt Canaletto: Der Einzug des polnischen Gesandten Graf Jerzy Ossolinski 1633 in Rom
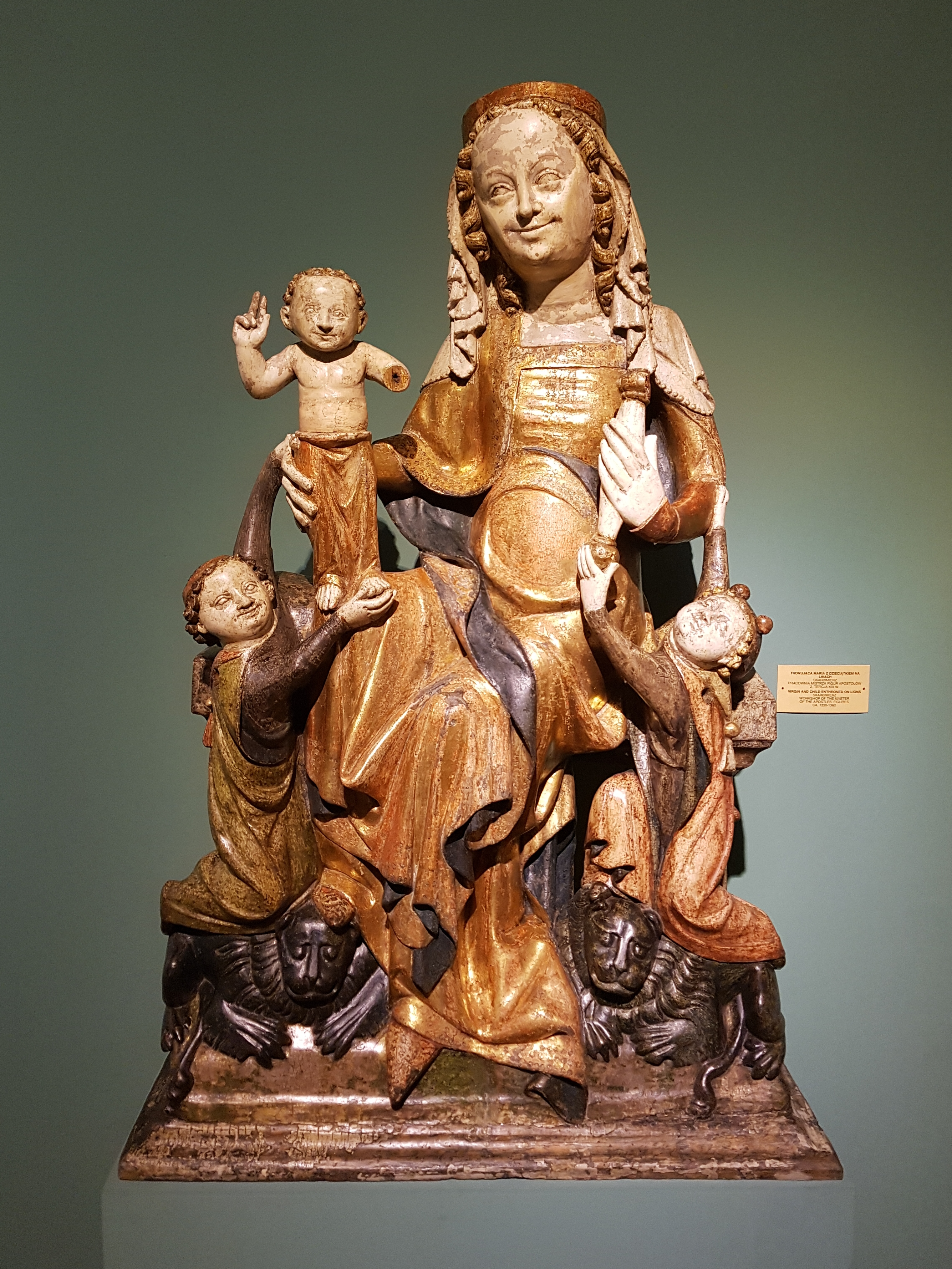
Maria und Jesus auf einem Thron vor Löwen (etwa 1330–1360)
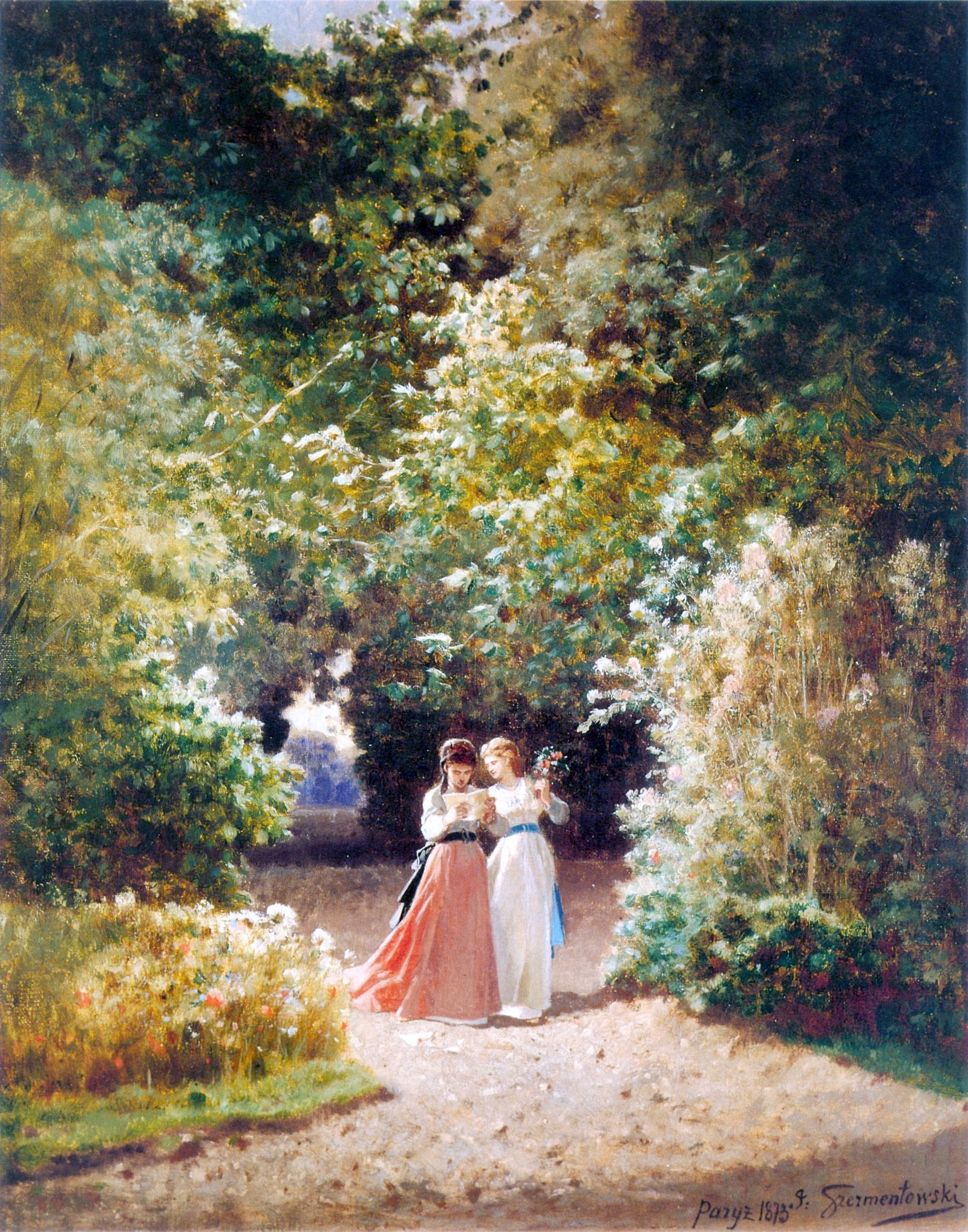
Józef Szermentowski: Im Park
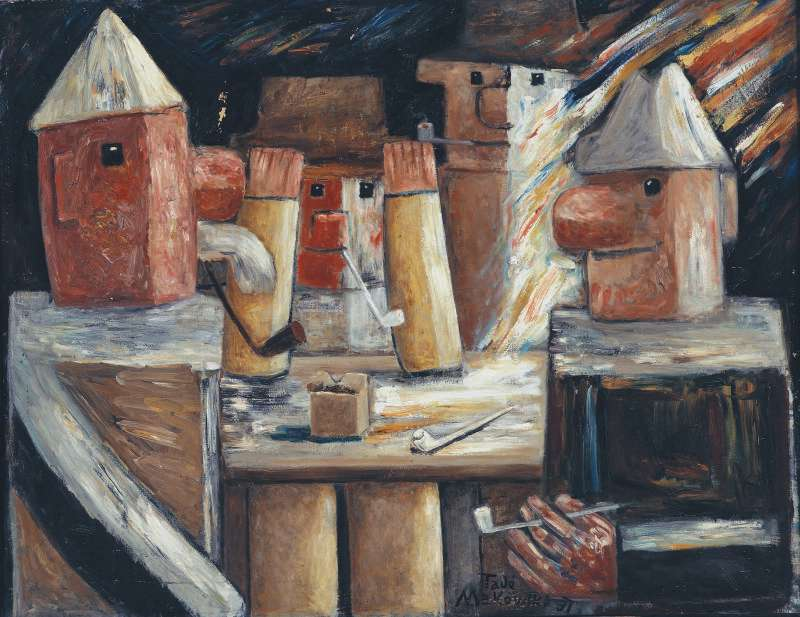
Tadeusz Makowski: Die Pfeifenraucher

Aus der zweiten Hälfte des 19. Jahrhunderts gibt es in der Sammlung größere Werkblöcke von Artur Grottger und Jan Matejko. Weitere polnische Künstler dieser Epoche sind Henryk Rodakowski, Wilhelm Leopolski, Wojciech Gerson, Józef Szermentowski, Józef Chełmoński, Juliusz Kossak, Aleksander Gierymski und Maurycy Gottlieb.
Polnische Malerei der Jahrhundertwende ist mit Bildern von Jacek Malczewski, Olga Boznańska, Władysław Ślewiński, Stanisław Dębicki, Władysław Podkowiński, Leon Wyczółkowski, Witold Wojtkiewicz, Stanisław Wyspiański, Józef Pankiewicz und Wojciech Weiss vertreten. Skulpturen dieser Epoche gibt es von Marceli Guyski, Konstanty Laszczka im Museum. Aus der Zeit zwischen den beiden Weltkriegen stammen Arbeiten der Maler Tadeusz Makowski, Stanisław Ignacy Witkiewicz, Władysław Strzemiński, Olga Boznańska und Henryk Stażewski, wohingegen die Zeit nach 1945 mit Künstlern wie Waldemar Cwenarski, Alina Szapocznikow, Jan Lebenstein, Tadeusz Kantor und Jerzy Tchórzewski vertreten ist.
Insgesamt gehört die Sammlung zeitgenössischer polnischer Künstler zu den bedeutendsten ihrer Art. Hier gibt es surrealistische Landschaften von Zbigniew Makowski sowie Werke von Kazimierz Mikulski und Jerzy Nowosielski. Eher in geometrischen Formen drücken sich Künstler wie Maria Jarema, Henryk Stażewski und Jerzy Rosołowicz aus. Für den figurativen Expressionismus stehe Arbeiten von Künstlern wie Jan Jaromir Aleksiun, Izabella Gustowska und Natalia LL. Als Vertreter der aktuellen Kunst sind Arbeiten von Jerzy Kalina und Józef Szajna zu sehen. Besonders umfangreich ist der Bestand an Werken von Magdalena Abakanowicz. An die lange Tradition der schlesischen Manufakturen knüpfen moderne Glas- und Keramikarbeiten von Julia Kotarbińska, Rudolf Krzywiec, Krystyna Cybińska, Mieczysław Zdanowicz, Irena Lipska-Zworska und Anna Malicka-Zamorska an.

### Ausländische Künstler
Von den vormals umfangreichen Beständen des Schlesischen Museums der Bildende Künste ist wenig in der Stadt Breslau verblieben. Neben erheblichen Kriegsverlusten und Plünderungen trug hierzu auch die polnische Kulturpolitik der Nachkriegszeit bei, die die Spuren der preußisch-deutschen Kultur in Breslau verwischen wollte. So gelangten Teile der Sammlung in andere polnische Museen wie beispielsweise das Gemälde Der preußische König Wilhelm I. am Sarkophag seiner Mutter, Königin Louise, im Mausoleum zu Charlottenburg von Anton von Werner ins Nationalmuseum Warschau. Erst nach 1989 fand hier ein Umdenken bei den Behörden statt und einzelne Werke deutscher Künstler kehrten nach Breslau zurück.
Die Abteilung für europäische Malerei reicht zurück bis zur Zeit der Renaissance, die durch Künstler wie Leonardo da Pistoia und Georg Pencz repräsentiert wird. Der Salzburger Johann Michael Rottmayr, der Südtiroler Johann Georg Platzer und der Niederländer Adrian van der Werff stehen exemplarisch für Arbeiten des Barock, während der preußische Hofmaler Antoine Pesne ein typischer Vertreter des Rokoko ist. Neben dem Breslauer Maler Adolf Dressler finden sich weitere Künstler der Romantik wie Andreas Achenbach und Ludwig Richter (Hirten vor einem Andachtsbild) im Museum. Zu den weiteren deutschen Künstlern des 19. Jahrhunderts, die im Museum gezeigt werden, gehören Johann Christian Reinhart, Anselm Feuerbach, Ferdinand Georg Waldmüller und Wilhelm Trübner. Während der Impressionist Lovis Corinth die Jahrhundertwende markiert, stehen Arbeiten von Wassily Kandinsky oder eine Collage von Kurt Schwitters für moderne Tendenzen des 20. Jahrhunderts.